# 守口市立さくら小学校
守口市立さくら小学校（もりぐちしりつ さくらしょうがっこう）は、大阪府守口市大宮通にある公立小学校。守口市立三郷小学校および守口市立橋波小学校を統合して開校した。全国で初めて校舎内に大阪府警察の交番が入居した小学校である。

## 沿革
2018年4月に市立三郷小学校と市立橋波小学校の統合を経て開校。開校当初の全校児童数は約450人であった。校舎には旧橋波小の校舎が利用されていたが、2019年6月から旧三郷小跡地で新校舎の建設が開始され、2021年4月1日から、完成した新校舎に移転した。
約37億円の建設費を投じて新設された新校舎は一部木造で主に鉄筋コンクリート造の3階建てであった。児童の安全を守るため、設備が老朽化していた守口署大枝交番が一体整備されており、日本で初めて敷地内に交番を設置した小学校となった。

### 歴史
- 2018年（平成30年）4月1日 - 三郷小学校と橋波小学校を統合し、さくら小学校開校。
- 2019年（令和元年）6月28日 - 新校舎建設開始[3]。
- 2021年（令和3年）
  - 3月10日 - 新校舎完成[3]。
  - 4月1日 - 新校舎に移転。
  - 4月5日 - 新校舎にて、入学式挙行。
  - 4月8日 - 新校舎にて、始業式挙行。
- 2022年（令和4年）
  - 3月18日 - 新校舎にて、卒業式挙行。
  - 3月24日 - 新校舎にて、修了式挙行。

## 通学区域
- 大枝北町、大枝南町、大枝東町、西郷通1丁目、2丁目、西郷通3丁目14番（その他市道東西橋波31号線以東の区域）、西郷通4丁目4～9番、12～18番（その他市道東西橋波31号線以東の区域）、東光町1丁目、2丁目、大宮通1丁目、2丁目、3丁目、大宮通4丁目1～13番（その他国道163号線以西の区域）、菊水通1丁目、菊水通2丁目1～16番（その他国道163号線以西の区域）、菊水通3丁目1～7番（その他国道163号線以西の区域）、橋波西之町1丁目、2丁目、3丁目、橋波東之町1丁目、2丁目、3丁目、4丁目[4]

※卒業後は基本的に守口市立樟風中学校に進学する。

## アクセス
- 京阪バス「19」・「29」・「30」の各系統で、「東光町」バス停下車後、約215m・3～4分。
- 京阪本線守口市駅から、上述の京阪バスで、「東光町」バス停まで3分、下車後徒歩。